# Róbert Kreutz
Róbert Kreutz (3 de gener de 1923 - Budapest, 24 de desembre de 1944) va ser un obrer siderúrgic i comunista hongarès. Va treballar a la Weiss Manfréd Acél- és Fémművek de Csepel i va participar en el moviment juvenil durant la dècada del 1930. Per la seva militància en el moviment de resistència contra l'ocupació nazi durant la Segona Guerra Mundial, va ser detingut el 23 de novembre de 1944. Condemnat a mort per un tribunal militar juntament amb István Pataki i Barnabás Pesti, van ser executat el 24 de desembre de 1944.
El 1974 es va emetre un segell commemoratiu en homenatge pel servei postal hongarès. El 1977 es va erigir una placa commemorativa al Jardí Orczy de Budapest que després del col·lapse del comunisme va ser traslladada al Parc Memento, inaugurat el 1993. La inscripció de la placa és una cita d'un poema d'Attila József que resa: «Vine llibertat! Porta'm l'ordre, mostra'm el camí, ensenya'm amb paraules amables i deixa temps per a jugar al teu bell i sensat fill».